# Late Orchestration
Late Orchestration – album koncertowy rapera i producenta muzycznego Kanye Westa, wydany 2 maja 2006 roku, zawierający wykonania na żywo utworów z dwóch jego pierwszych albumów, The College Dropout oraz Late Registration. Nagrany został przed 300-osobową publicznością, którą stanowiła grupa gości i fanów w Abbey Road Studios (sławne studio Beatlesów) w Londynie.
Rapera wspomagała grupa 17 skrzypaczek; wystąpili również John Legend, Lupe Fiasco, GLC oraz Consequence.
Została wydana również płyta DVD z koncertem pod tą samą nazwą.

## Lista utworów
1. "Diamonds from Sierra Leone" – 4:08
2. "Touch the Sky" – 4:07
3. "Crack Music" – 2:48
4. "Drive Slow" – 4:34
5. "Through the Wire" – 3:33
6. "Workout Plan" – 2:53
7. "Heard 'Em Say" – 4:10
8. "All Falls Down" – 3:13
9. "Bring Me Down" – 3:21
10. "Gone" – 4:15
11. "Late" – 3:54
12. "Jesus Walks" – 3:14
13. "Gold Digger (AOL Sessions)" (utwór bonusowy) – 3:18